# 483 a. C.
El año 483 a. C. fue un año del calendario romano prejuliano. En el Imperio romano se conocía como el Año del consulado de Vibulano y Potito (o menos frecuentemente, año 271 Ab urbe condita). 

## Acontecimientos
- Persia, bajo el mando del general Bagabaxo, sofoca la rebelión egipcia.
- Es nombrado sátrapa de Egipto, Aquémenes, hermano de Jerjes I.
- El tirano de Himera, Terino, es derrotado y despojado de su poder por Terón, señor de Agrigento.
- Gelón de Siracusa destruye la ciudad siciliana de Megara Hyblaea.

## Fallecimientos
- Buda, fundador del budismo (aunque posiblemente falleció en el siglo siguiente).

- Datos: Q236991